# スカイ・シー
スカイ・シー株式会社（英：Skysea inc）は、東京都渋谷区に本社を置く、航空券販売を主たる目的とする企業。SEECグループの一社。
オンラインサービス「格安航空券センター」、「格安航空券モール」を運営し、国内航空券販売を行う。

## 概要
オンラインによる旅行業を運営しており、国内13社の航空券を一括比較し予約・購入ができる。

## 沿革
- 2010年05月 - 東京都渋谷区にて創立
- 2011年02月 - 東京都知事登録旅行業第3種6408号で登録、日本旅行業協会(JATA)正会員として入会
- 2011年08月 - 本社を東京都渋谷区東3-9-19に移転
- 2022年  4月 - 本社を東京都渋谷区恵比寿一丁目１９番１５号　ウノサワ東急ビル５階に移転

## 事業内容
- 旅行業法に基づく旅行業
- ウェブサイトの企画・製作・運営
- 自社ウェブ媒体の運営
- インターネットを利用した各種情報提供サービス

## 主なサービス
- オンライン旅行
- 航空券販売事業